# Мечето Бу-Бу
Мечето Бу-Бу (на английски: Boo-Boo Bear) е анимационен герой в „The Yogi Bear Show“, създаден от „Хана-Барбера“. От 1958 до смъртта му през 1997 г. го озвучава Дон Месик.
Бу-Бу е антропоморфно мече, което носи синя или лилава папийонка. Бу-Бу е постоянен спътник на Мечето Йоги и често действа като неговата съвест. Той се опитва (обикновено неуспешно) да попречи на Йоги да прави неща, които не бива да прави, а също така да попречи на Йоги да си навлече неприятности с Рейнджър Смит, често казвайки: „Господин Рейнджър няма да хареса това, Йоги“. Не е ясно дали Бу-Бу е непълнолетна мечка с ранен интелект или просто възрастна мечка с нисък ръст.
Бу-Бу дебютира през 1958 г. като второстепенен герой в „Шоуто на Хъкълбери Хрътката“. През годините се появява и в много други анимационни сериали, между които „Шоуто на Мечокът Йоги“ (1961), „Бандата на Йоги“ (1973), „Космическото състезание на Йоги“ (1978), „Съкровищният лов на Йоги“ (1985), „Новото шоу на Мечокът Йоги“ (1988), „Йо, Йоги!“ (1991) и „Мечето Йоги“ (2010). Във всички сериали и филми без последния го озвучава Дон Месик, а във филма от 2010 г. гласът му се изпълнява от Джъстин Тимбърлейк.